# Langley (Washington)
Langley az Amerikai Egyesült Államok északnyugati részén, Washington állam Island megyéjében elhelyezkedő város. A 2010. évi népszámlálási adatok alapján 1035 lakosa van.
Az 1800-as években Jacob Anthes által alapított település névadója J. W. Langley. Langley 1913. február 26-án kapott városi rangot.
Az 1900-as évek végén egy megyei vásáron megszökött, majd a Whidbey-sziget déli részén elszaporodó nyulak a 2010-es években számos vita tárgyát képezték: egyesek elköltöztetésüket, míg mások kiirtásukat (például ragadozók betelepítésével) javasolták.

## Éghajlat
A város éghajlata mediterrán (a Köppen-skála szerint Csb).
| Hónap                         | Jan.  | Feb.  | Már.  | Ápr. | Máj. | Jún. | Júl. | Aug. | Szep. | Okt. | Nov.  | Dec.  | Év    |
| ----------------------------- | ----- | ----- | ----- | ---- | ---- | ---- | ---- | ---- | ----- | ---- | ----- | ----- | ----- |
| Rekord max. hőmérséklet (°C)  | 22,2  | 23,3  | 27,8  | 31,1 | 33,9 | 36,7 | 33,9 | 34,4 | 31,7  | 28,3 | 22,8  | 18,9  | 36,7  |
| Átlagos max. hőmérséklet (°C) | 8,9   | 10,6  | 12,8  | 15,6 | 18,3 | 21,1 | 23,9 | 23,9 | 21,1  | 16,1 | 11,1  | 7,8   | 16,0  |
| Átlagos min. hőmérséklet (°C) | 1,7   | 1,1   | 2,8   | 5,0  | 7,8  | 10,6 | 12,2 | 12,2 | 9,4   | 5,6  | 3,3   | 0,6   | 6,1   |
| Rekord min. hőmérséklet (°C)  | −18,0 | −18,0 | −12,2 | −5,0 | −3,9 | 2,2  | 2,8  | 3,3  | −0,6  | −5,6 | −18,0 | −18,0 | −18,0 |
| Átl. csapadékmennyiség (mm)   | 130   | 81    | 94    | 76   | 68   | 58   | 30   | 29   | 50    | 91   | 141   | 131   | 979   |
| Forrás: The Weather Channel   |       |       |       |      |      |      |      |      |       |      |       |       |       |

## Népesség
A 2010-es népszámláláskor a városnak 1035 lakója, 555 háztartása és 271 családja volt. A népsűrűség 396,6 fő/km2. A lakóegységek száma 678, sűrűségük 259,8 db/km2. A lakosok 94,1%-a fehér, 0,1%-a afroamerikai, 0,6%-a indián, 1,6%-a ázsiai, 0,1%-a a Csendes-óceáni szigetekről származik, 0,7%-a egyéb, 2,8%-a pedig kettő vagy több etnikumú. A spanyol vagy latino származásúak aránya 3,2% (   )
A háztartások 16,6%-ában élt 18 évnél fiatalabb. 39,1% házas, 7,6% egyedülálló nő, 2,2% egyedülálló férfi, 51,2% pedig nem család. 43,6% egyedül élt; 23,6%-uk 65 éves vagy idősebb. Egy háztartásban átlagosan 1,86 személy élt; a családok átlagmérete 2,51 fő.
A medián életkor 57 év volt. A város lakóinak 14%-a 18 évesnél fiatalabb, 3,4% 18 és 24 év közötti, 14,4%-uk 25 és 44 év közötti, 39,8%-uk 45 és 64 év közötti, 28,4%-uk pedig 65 éves vagy idősebb. A lakosok 40,9%-a férfi, 59,1%-a pedig nő.

## Rendezvények
A február utolsó hétvégéjén megtartott Mystery Weekend során a résztvevőknek egy fiktív gyilkossági esetet kell megoldaniuk. Az eseményről a South Whidbey Record különszáma tudósít.
A városban április elején bálnafigyelő fesztivált rendeznek.
A szeptemberben megtartott Djangofest NW Music Festival témája a cigányzene.
Langley az 1912 óta megrendezett Whidbey-szigeti vásár helyszíne.

## Fordítás
- Ez a szócikk részben vagy egészben  a   Langley, Washington című angol Wikipédia-szócikk ezen változatának fordításán alapul.  Az eredeti cikk szerkesztőit annak laptörténete sorolja fel. Ez a jelzés csupán a megfogalmazás eredetét és a szerzői jogokat jelzi, nem szolgál a cikkben szereplő információk forrásmegjelöléseként.